# Cianose
Cianose é a alteração da cor dos tecidos que assume uma tonalidade azul-arroxeada, em consequência da diminuição da quantidade de oxigénio ligado à hemoglobina contida nos glóbulos vermelhos da rede capilar. A cianose é mais comummente observada em tecidos cobertos por pele fina, incluindo as mucosas, os lábios, o leito ungueal e os lóbulos das orelhas. Alguns medicamentos podem causar descoloração, como os que contêm amiodarona ou prata. Além disso, as manchas mongólicas, as grandes marcas de nascença e o consumo de alimentos com pigmentos azuis ou roxos também podem resultar na descoloração azulada do tecido cutâneo e podem ser confundidos com cianose. Um exame físico cuidadoso e o historial clínico são essenciais para o diagnóstico de cianose. A gestão da cianose envolve o tratamento da causa subjacente, uma vez que a cianose não é uma doença, mas sim um sintoma. 
A cianose é classificada em cianose central e cianose periférica.

## Fisiopatologia

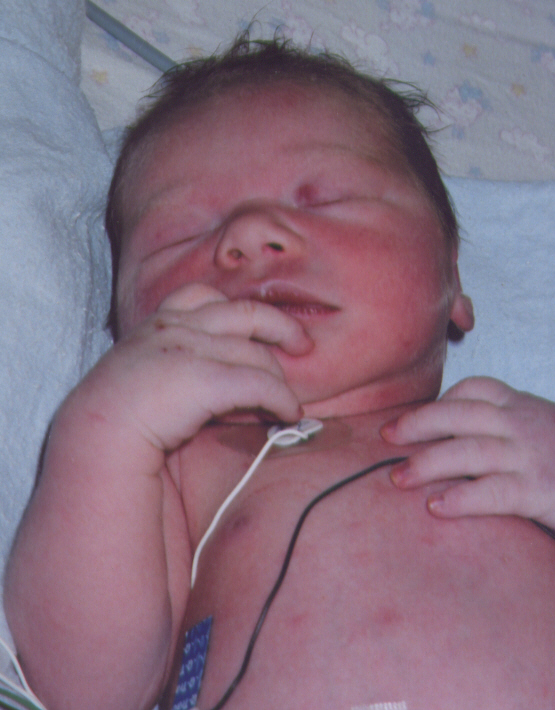
Bebé por causa de um problema cardíaco. Repare nas pontas roxas das unhas.

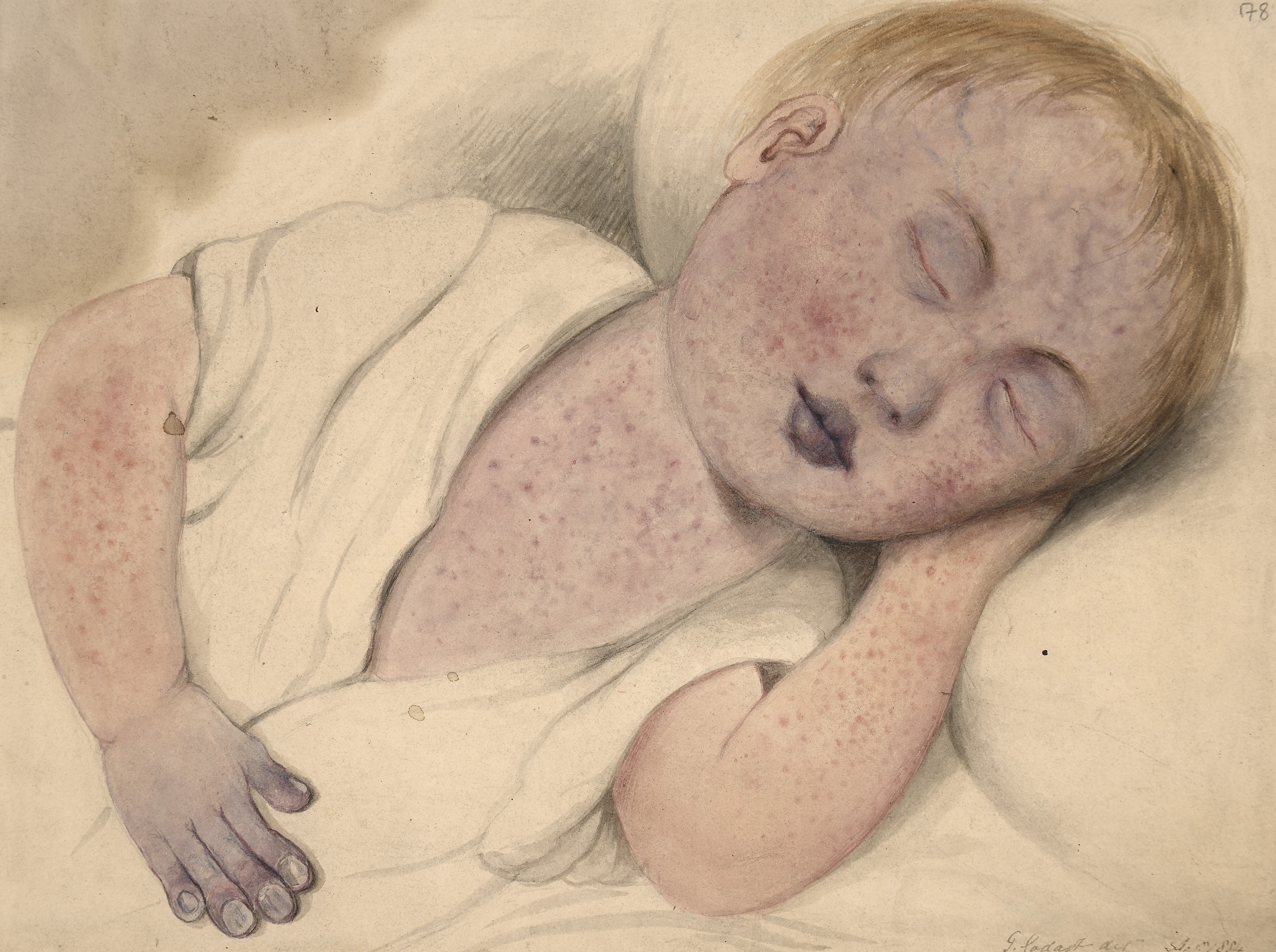
Criança com cardiopatia congénita com cianose central que agrava com sarampo. Note a descoloração roxo-azulada das unhas, lábios, pálpebras e nariz, juntamente com baqueteamento digital ou acropaquia percetível (deformidade ungueal).

A hemoglobina (Hb) saturada de oxigênio chama-se oxi-hemoglobina e tem cor vermelho-vivo, ao passar pelos capilares parte do O2 é liberado aos tecidos e a Hb é reduzida formando-se uma quantidade de desoxi-hemoglobina (ou hemoglobina reduzida) de cor azulada que, em condições normais, não pode ser percebida como alteração da coloração da pele.
Em indivíduos anêmicos graves a cianose pode estar ausente pela falta de hemoglobina para ser oxidada. Por outro lado, na policitemia vera (aumento de hemácias) a cianose pode estar presente mesmo com saturações de O2 maiores que em indivíduos normais, situação que ocorre na doença pulmonar crônica.

## Tipos
A depender do mecanismo fisiopatológico são classificadas em:

### Central
O sangue já chega desoxigenado (>5g/dL) aos capilares por falta de oxigenação do sangue nos pulmões. Exemplos: diminuição da pressão parcial de O2 inspirado, doenças que prejudiquem a ventilação ou a oxigenação pulmonar, ou doenças cardíacas que cursem com desvio de sangue do lado direito para esquerdo sem passagem pelo pulmão (shunt direito-esquerdo); depressão do centro respiratório (responsável pelo controle da respiração). Sinal clínico: língua, mucosas orais e pele azuladas.

### Periférica
Ocorre pela demasiada desoxigenação pelos tecidos periféricos, sendo generalizada ou local. Sinal clínico: pele azulada, mas a língua e mucosas orais não.
-Generalizada: na hipotensão grave há baixa perfusão, aumentando a extração de O2, com consequente aumento de desoxi-Hb;
-Localizada: 
-por trombose venosa e  insuficiência cardíaca direita há estase sanguínea (causando lentificação do fluxo sanguíneo) com maior extração de O2;
-por obstrução arterial e exposição a baixas temperaturas há, como na hipotensão, diminuição da perfusão.

### Mista
Associação dos mecanismos da cianose central com a periférica. Exemplos: hipotensão com embolia pulmonar ou pneumonia grave; insuficiência cardíaca esquerda grave, que cursa com hipotensão e congestão pulmonar (causando déficit nas trocas gasosas no pulmão).

### Cianose na DPOC
Ocorre devido ao aumento de hemoglobinas sem oxigênio. Na DPOC o processo de perfusão e ventilação está debilitado diminuindo o teor de oxigênio no sangue, piorando ainda mais nas periferias do corpo. Isto garante ao bronquitico (tem uma maior massa corporal) a cor azul.

### Hemoglobina anormal
Exemplo a meta-Hb de cor marrom —incapaz de transportar oxigênio—, sendo formada pela auto-oxidação da Hb, que transforma o ferro da Hb em ferro férrico.